# 동탄중앙로
동탄중앙로(東灘中央路)는 화성시 동탄동 국제고교삼거리에서 영천동 영내사거리를 잇는 38.9km 도로이다.

## 주요 경유지
경기도
- 화성시 (동탄동)

## 노선
| 이름                            | 접속노선              | 소재지              | 소재지              | 비고                |
| 동탄신리천로와 직결             | 동탄신리천로와 직결   | 동탄신리천로와 직결 | 동탄신리천로와 직결 | 동탄신리천로와 직결 |
| ------------------------------- | --------------------- | ------------------- | ------------------- | ------------------- |
| 국제고교삼거리                  | 동탄나루로            | 화성시              | 동탄동              |                     |
| 새강마을사거리                  | 동탄솔빛로            | 화성시              | 동탄동              |                     |
| 금곡초교사거리                  | 동탄문화센터로        | 화성시              | 동탄동              |                     |
| 다은마을삼거리                  | 메타폴리스로          | 화성시              | 동탄동              |                     |
| 환영교                          |                       | 화성시              | 동탄동              |                     |
| 한빛마을사거리                  | 동탄지성로            | 화성시              | 동탄동              |                     |
| 잎새지하차도사거리              | 동탄원천로            | 화성시              | 동탄동              |                     |
| 한림대병원사거리 (풀잎지하차도) | 삼성1로               | 화성시              | 동탄동              |                     |
| 영천교삼거리                    | 경부고속도로          | 화성시              | 동탄동              |                     |
| 영천교                          |                       | 화성시              | 동탄동              |                     |
| 영내사거리                      | 동탄기흥로 동탄영천로 | 화성시              | 동탄동              |                     |
| 동탄영천로와 직결               |                       |                     |                     |                     |

## 주요 건물및 시설
- GS25 동탄휴먼시아점 (동탄중앙로 101/반송동 159)
- 세븐일레븐 동탄우남점 (동탄중앙로 169/반송동 79)
- 홈플러스 스페셜 (동탄중앙로 200/반송동 98)
- 스타벅스 동탄타임테라스점 (동탄중앙로 200/반송동 98)
- CGV 동탄 (동탄중앙로 200/반송동 98)
- 석우중학교 (동탄중앙로 264/반송동 84)
- 이마트 동탄점 (동탄중앙로 376/석우동 44)
- 스타벅스 동탄이마트점 (동탄중앙로 36/석우동 44)